# Maléolo

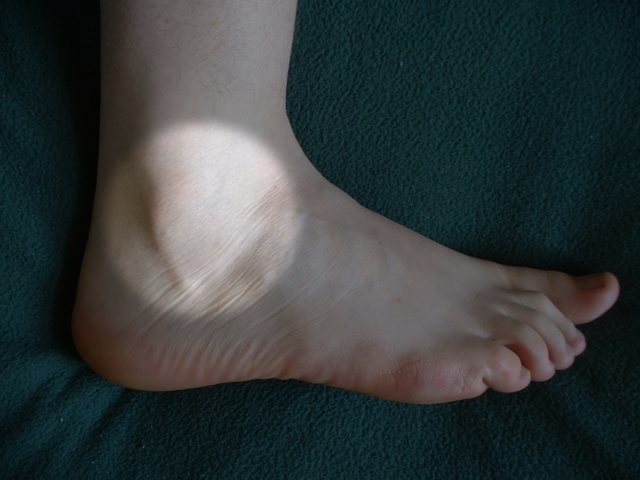
Maléolo externo ou lateral

Maléolos são proeminências ósseas que existem distalmente nos ossos da tíbia e da fíbula. Cada maléolo possui um sulco maleolar e uma face articular maleolar. A tíbia possui o maléolo medial que se articula com o osso tálus na sua face maleolar medial. O tálus também se articula com a tíbia pela tróclea do tálus. Por fim o maléolo lateral da fíbula articula-se na face maleolar lateral do tálus. A junção dessas três articulações forma o tornozelo.
- Wikcionário

1. ↑  Sobotta - anatomia geral e sistemas musculares 24a edição. Rio de Janeiro: Guanabara Koogan. 2018. p. 334. ISBN 9783437440212